# Achranoxia peltzi
Achranoxia peltzi är en skalbaggsart som beskrevs av Semenov-tian-shanskii och Medvedev 1936. Achranoxia peltzi ingår i släktet Achranoxia och familjen Melolonthidae. Inga underarter finns listade i Catalogue of Life.